# Echinaster reticulatus
Echinaster reticulatus is een zeester uit de familie Echinasteridae.
De wetenschappelijke naam van de soort werd in 1923 gepubliceerd door Hubert Lyman Clark.